# Urakami Niki
Urakami Niki (sinh ngày 11 tháng 11 năm 1996) là một cầu thủ bóng đá người Nhật Bản.

## Sự nghiệp câu lạc bộ
Urakami Niki hiện đang chơi cho AC Nagano Parceiro.